# Marie Kyselková

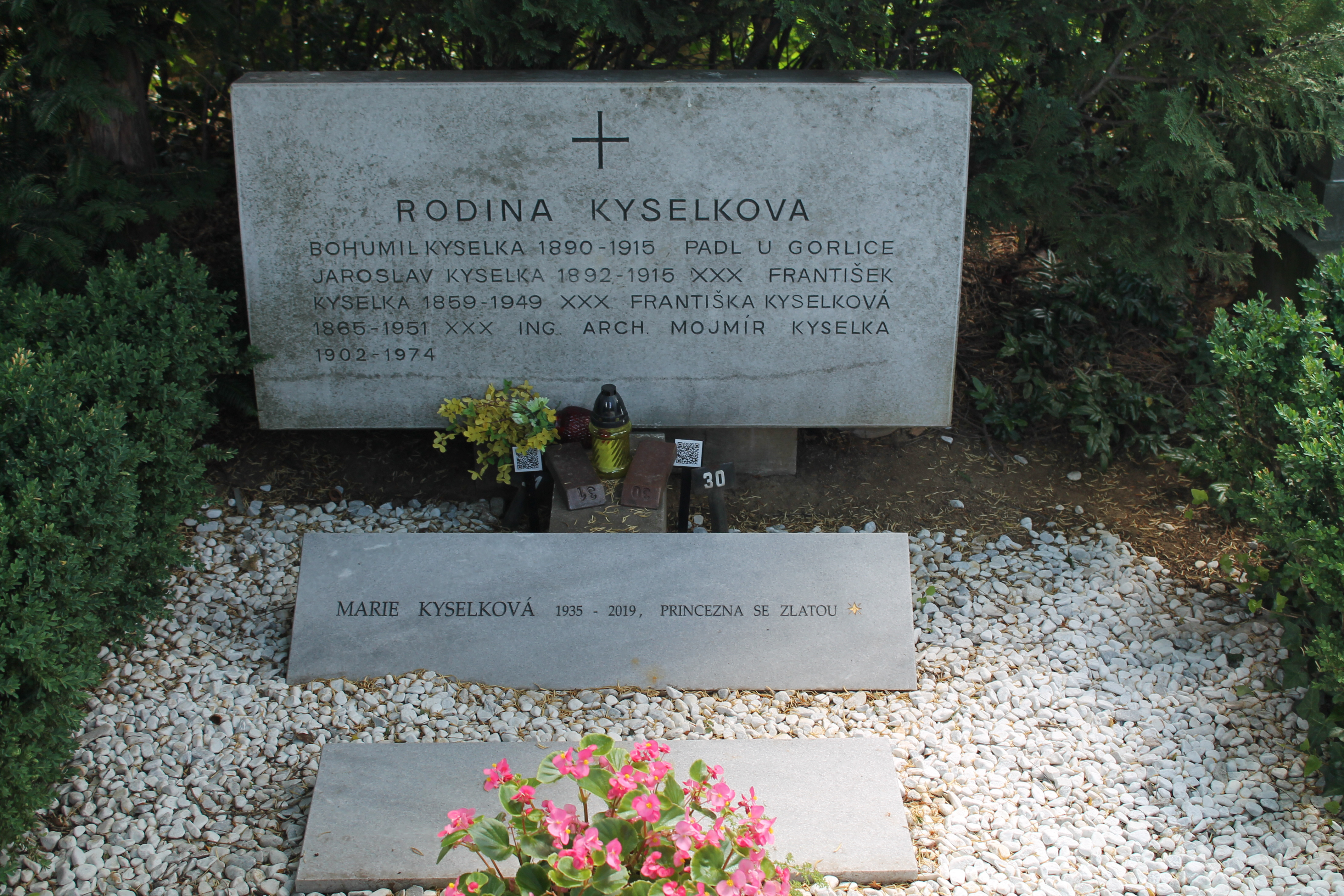
Hrob Marie Kyselkové na Ústředním hřbitově v Brně

Marie Kyselková (20. srpna 1935 Brno – 21. ledna 2019 Praha) byla česká manekýnka a herečka, původním povoláním zdravotní sestra, druhá manželka herce Petra Haničince. V české kinematografii se stala známou díky své jediné hlavní roli princezny Lady ve filmu režiséra Martina Friče Princezna se zlatou hvězdou.

## Život
Narodila se jako dcera brněnského architekta Mojmíra Kyselky (1902–1974) a Marie Kyselkové, rozené Čápové (1911 Brno – ?). Babička Františka Kyselková byla etnografka a sběratelka lidových písní. Bratr Mojmír Kyselka ml. (narozen 1933) je rovněž architekt jako jejich otec. Mladší sestra Zuzana Kyselková (narozena 1945) je výtvarná keramička.
Po studiu střední brněnské zdravotní školy se odstěhovala do Prahy, kde se stala manekýnkou. Zde si jí povšiml režisér Jiří Sequens, který jí v roce 1955 svěřil drobnou roli ve svém filmu Větrná hora. Jako herečka vystupovala také v libeňském Divadle S. K. Neumanna (dnešní Divadlo pod Palmovkou). Následovaly další dvě drobné filmové role ve snímcích Bomba a Touha. Svoji jedinou, avšak velmi známou hlavní roli princezny Lady ve filmu Princezna se zlatou hvězdou ztvárnila vlastně čirou náhodou, neboť na poslední chvíli zaskočila za nemocnou kolegyni Miriam Hynkovou.
Během natáčení filmové pohádky již čekala syna Ondřeje se svým prvním manželem, hercem Petrem Haničincem, s kterým ji seznámil v roce 1955 Vladimír Menšík. Její druhý manžel byl o 12 let mladší zubař Vladimír Demek, s nímž měla dvě dcery – Alžbětu a Žofii.
Po posledním snímku se věnovala své rodině a výchově tří dětí, k natáčení dalších filmů se již nikdy nevrátila. Pouze v roce 1961 hrála ve třech dílech seriálu Tři chlapi v chalupě, jinak byla členkou souboru Divadla S. K. Neumanna (do roku 1961), představila se také v plzeňské Alfě a v letech 1961–1964 působila v Uměleckém souboru ministerstva vnitra. Následně se již herectví nevěnovala. Roku 2008 se objevila v dokumentu o Petru Haničincovi z cyklu Příběhy slavných. Od konce 90. let 20. století pracovala 15 let jako vrátná na strahovských kolejích v Praze.
Zemřela v 83 letech v lednu 2019. Herečku našel 21. ledna 2019 v jejím bytě herec Ivo Niederle, který bydlel ve stejném domě a přátelil se s ní. Pohřbena je v rodinném hrobě na Ústředním hřbitově v Brně.

## Filmografie

### Film
- 1955 Větrná hora (režie Jiří Sequens) – Anička Šafránková
- 1957 Bomba (režie Jaroslav Balík) – Lída Sejková
- 1958 Touha (režie Vojtěch Jasný) – zdravotní sestra
- 1959 Princezna se zlatou hvězdou (režie Martin Frič) – princezna Lada

### Televize
- 1961 Tři chlapi v chalupě – Božena Kacířová (3 díly)